# Andonectes meridensis
Andonectes meridensis är en skalbaggsart som beskrevs av García 2002. Andonectes meridensis ingår i släktet Andonectes och familjen dykare. Inga underarter finns listade i Catalogue of Life.